# Valle Dorado Inn
Valle Dorado Inn är en ort i Mexiko.   Den ligger i kommunen Tlajomulco de Zúñiga och delstaten Jalisco, i den centrala delen av landet, 500 km väster om huvudstaden Mexico City. Valle Dorado Inn ligger 1 533 meter över havet och antalet invånare är 9 966.
Terrängen runt Valle Dorado Inn är platt österut, men västerut är den kuperad. Runt Valle Dorado Inn är det tätbefolkat, med 266 invånare per kvadratkilometer. Närmaste större samhälle är Guadalajara, 16,1 km norr om Valle Dorado Inn. Omgivningarna runt Valle Dorado Inn är en mosaik av jordbruksmark och naturlig växtlighet.